# Casseuil
Casseuil é uma comuna francesa na região administrativa da Nova Aquitânia, no departamento da Gironda. Estende-se por uma área de 6,37 km². Em 2010 a comuna tinha 395 habitantes (densidade: 62 hab./km²).